# Comme j'aime
Comme j'aime est une entreprise vendant un programme minceur homonyme. Le programme propose la livraison à domicile de repas hypocaloriques ainsi qu’un accompagnement par un conseiller en diététique.
L'entreprise a connu un fort développement entre 2017 et 2019 en mettant en œuvre un modèle d'entreprise fondé sur des campagnes publicitaires de grande ampleur permettant à un centre d'appel de canaliser les appels des clients potentiels ainsi générés, de façon à abonner ces clients à un service rendu encore plus attractif par la promesse d'une « semaine gratuite » initiale ; le procédé a néanmoins été condamné pour pratique commerciale trompeuse au début du mois d'octobre 2019.

## Le programme minceur

### Principe
Le programme s'appuie sur un principe de rééducation alimentaire qui se compose de menus destinés à favoriser la perte de poids développés par un médecin nutritionniste Frédéric Bompard et de conseils diététiques prodigués par des conseillers spécialisés.
Lors d'un premier bilan, les objectifs sont calculés en fonction du profil et du calcul de l’indice de masse corporelle afin de choisir selon trois formules différentes allant de 1 200 kcal à 1 500 kcal.
À la fin, le programme prévoit une phase de stabilisation.

### Produits
Le programme inclut différents produits : des mueslis, plats cuisinés, desserts et barres aux céréales, disponibles uniquement en livraison. Les produits sont expédiés dans un colis contenant jusqu'à un mois de repas, la conservation des plats cuisinés se faisant par appertisation. Il est nécessaire d'y ajouter des produits frais (fromage blanc, fruits) et de façon optionnelle, des légumes, que le client se procurera lui-même.

### Évaluation du programme minceur «Comme j'aime»
En 2016, Femme actuelle a testé cinq box minceur dont Comme j'aime. Sa conclusion sur ce programme minceur est qu'il s'agit du « plus complet » : offrant le choix entre un programme « basic » à 1 200 kcal/jour, un programme « équilibre » à 1 350 kcal/jour et un programme « dynamique » à 1 500 kcal/jour permettant à chacun une certaine personnalisation à partir de menus-types, Comme j'aime propose de plus un coaching comportant un rendez-vous téléphonique initial avec une diététicienne pour définir précisément le programme, suivi d'un nouvel entretien toutes les deux semaines, avec la possibilité d'autres contacts à tout moment. Ainsi, estime alors Femmes actuelles, Comme j'aime est particulièrement bien adapté à celles qui veulent une formule tout compris, sans devoir se préoccuper des détails du menu.
À la même époque, le magazine Elle compare quatre box minceur, dont Comme j'aime. Cette comparaison confirme l'importance du coaching chez Comme j'aime, avec notamment la possibilité de parler à une diététicienne, un « dietboard » devant ensuite être rempli chaque jour.
En avril 2018, 60 Millions de consommateurs évalue à son tour, en même temps que quatre autres programmes minceur, le programme Comme j'aime, présenté par le magazine comme « star du marché des box minceur », dont il était « difficile d’échapper au matraquage publicitaire ». Là, c'est le coût élevé du programme que retient 60 Millions de consommateurs, soulignant que la prestation revient à « quand même 170 € la semaine, soit 24 € environ par jour » ; compte tenu du fait que ce que Comme j'aime propose chaque jour se compose de « muesli au chocolat pour le petit-déjeuner, deux plats préparés pour le déjeuner et le dîner, une boisson hyperprotéinée, et une compote en guise de dessert », acheter soi-même des produits identiques en grande surface revient beaucoup moins cher. Autres problèmes du programme : d'une part l'apport calorique quotidien est sensiblement trop faible, puisque, annoncé à 1 200 kilocalories par jour, il ne dépasse pas en réalité 820 kilocalories/jour ; et d'autre part, le programme ne nécessitant aucune réflexion ni aucune implication du consommateur, celui-ci ne peut pas prendre de bonnes habitudes et aura de fortes chances de reprendre le poids perdu à la fin du programme.
Une évaluation par un journaliste de la RTBF aboutit à peu près au même résultat : coût de revient élevé, apport calorique trop faible favorisant l'effet yoyo, et carences.

### Condamnation pour pratique commerciale trompeuse
Début octobre 2019, Comme j'aime est condamnée pour pratique commerciale trompeuse, du fait des campagnes publicitaires (presse, télévision, Internet) qui mettent en avant leur « semaine gratuite ». Le tribunal de grande instance de Paris est saisi de l'affaire en mai 2019, à la demande d'une organisation de consommateurs, et décide que l'entreprise devait retirer l'argument de cette semaine gratuite sous un délai d'un mois, sous peine d'une astreinte provisoire de 500 € par infraction constatée. La décision est accompagnée d'une sanction financière de 10 000 € pour « atteinte portée à l'intérêt collectif des consommateurs »,.
La notion de « gratuité » est effectivement très encadrée en France : selon l'association de consommateurs à l'origine du procès, « dans le cas de Comme j'aime, il ne s'agit pas d'une semaine gratuite, mais plutôt du principe du satisfait ou remboursé. Ce n'est pas du tout la même chose. C'était donc une pratique commerciale trompeuse ». Car pour pouvoir bénéficier de cette « semaine gratuite », il fallait en réalité commander et payer d'abord un programme de quatre semaines, puis supporter ensuite les frais de port du retour des trois semaines restantes.
L'entreprise fait également face à une amende de 265 000 euros, en 2020, pour des pratiques non conformes à la réglementation du démarchage téléphonique. La décision a été confirmée en 2025, mais l'entreprise a annoncé vouloir faire appel.

## Organisation

### Structure juridique
La structure de l'affaire dans son ensemble est assez complexe, puisque plusieurs sociétés distinctes, créées à des dates distinctes, interagissent sans que les liens entre elles puissent être toujours parfaitement clarifiés. Au début de 2020, les informations suivantes étaient disponibles :
L'entreprise Comme j'aime est immatriculée le 11 juin 2010 au greffe du Tribunal de commerce de Nanterre sous le numéro SIREN 523 048 056. Il s'agit d'une société par actions simplifiée, dont le siège se trouve à Levallois-Perret. Les deux dirigeants de Comme j'aime sont d'une part Bernard Canetti Entreprises, domicilié à Varaville, qui en est le Président ; et d'autre part Mme Mathilde Canetti, qui en est la Directrice générale. Outre son siège de Levallois-Perret, la société Comme j'aime dispose de deux autres établissements, l'un à Gaillon (RCS Évreux), et l'autre à Villeneuve-d'Ascq (RCS Lille métropole).
Le 12 décembre 2014 a ensuite été créée à la même adresse (46 rue Raspail, à Levallois-Perret) une autre entreprise appelée Xynergy Groupe, mais immatriculée sous le numéro SIREN 808 482 814. Depuis le 16 novembre 2018, cette seconde société a également comme Président Bernard Canetti Entreprises. Le rôle de Xynergy Groupe apparait être celui de holding du groupe formé par les entreprises de Bernard Canetti, Xynergy Groupe détenant notamment 100 % du capital de Comme j'aime.
Bernard Canetti Entreprises, de son côté, est un « Conseil en relations publiques et communication » au capital de 1 000 €, situé à Varaville et créé le 14 juin 2011 sous le numéro SIREN 532 763 216. En 2013, l'entreprise n'avait réalisé qu'un chiffre d'affaires de 17 918 €
Le Centre européen de formation, établissement privé d’enseignement à distance, fait également partie de Xynergy depuis fin 2012, puisqu'il a alors été racheté au  groupe Éditions Atlas par Xynergy appuyé par le fonds d'investissement Naxicap Partners. Ce centre propose de nombreuses formations grâce à des cours par correspondance délivrés au format papier et numérique. Le Centre européen de formation avait été fondé une vingtaine d'années avant ce rachat par Bernard Canetti, alors qu'il présidait lui-même aux destinées des Éditions Atlas (il les a dirigées en effet de 1986 à 2009). Ce centre de formation est lui-même appuyé par un centre d'appel qui lui permet de gérer son métier à distance ; c'est la proximité de ce modèle d'entreprise avec celui de Comme j'aime qui a amené Bernard Canetti à ce rachat du Centre européen de formation par Comme j'aime, dont il assure dès lors l'intendance. Dans les deux cas il s'agit en effet de générer des clients potentiels grâce à d'importantes campagnes publicitaires, puis de traiter leurs appels au travers du centre d'appel qui abonne les clients à un service vendu sur internet.

### Performances financières de Comme j'aime

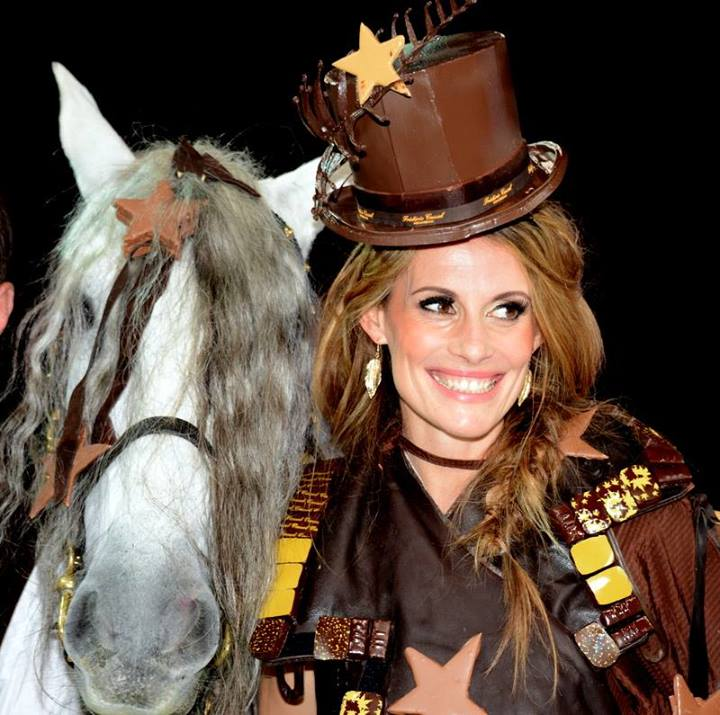
Sophie Thalmann, Miss France 1998, est la première des égéries sur lesquelles s'appuie la publicité de Comme j'aime.

Le capital de la société Comme j'aime est de 693 200 €.
En 2017, elle a réalisé un chiffre d'affaires de 84 468 000 €, et dégagé un résultat de 13 005 000 € (15,4 %), pour atteindre près de 130 millions d'euros de chiffres d'affaires en 2018.
La très forte croissance de Comme j'aime (+ 178,6 % en 2017) est appuyée par un budget publicitaire considérable d'un montant nominal (avant négociation) de 128 millions d'euros en 2018, encore en croissance de 25 % en 2019 où il s'est élevé à 101 millions d'euros sur les sept premiers mois. À titre de comparaison et selon Le Parisien, le principal rival de Comme j'aime en France, Weight Watchers, n'aurait consacré que 18 millions d'euros à la publicité sur la même période. L'impact de cette publicité est lui-même renforcé par le recours à des « égéries » telles que Sophie Thalmann, puis Sophie Davant et Benjamin Castaldi.

### A l'étranger
Comme j'aime a ouvert un site en italien pour l'Italie "mi piace cosi" et un autre britannique hello diet.